# Брезицк
Брезицк — деревня в Одесском районе Омской области. Входит в состав Желанновского сельского поселения.

## История
Основана в 1908 году. В 1928 году село Брезицкое состояло из 149 хозяйств, основное население — русские. Центр Брезицкого сельсовета Одесского района Омского округа Сибирского края.

## Население
| 1926 | 2010 |
| ---- | ---- |
| 813  | ↘294 |